# Dorfkirche Netzen

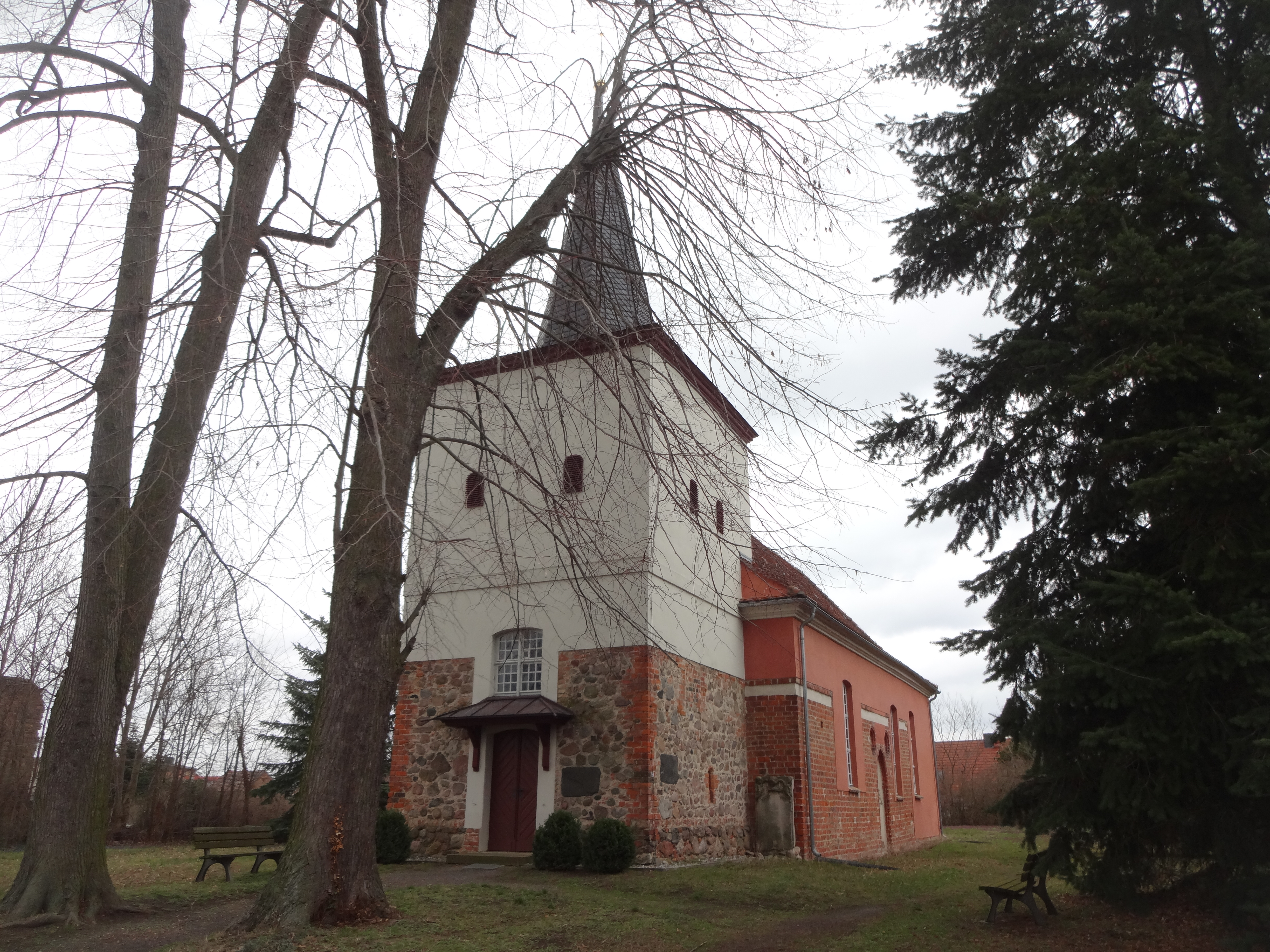
Dorfkirche Netzen

Die evangelische, denkmalgeschützte Dorfkirche Netzen steht in Netzen, einem Ortsteil der Gemeinde Kloster Lehnin im Landkreis Potsdam-Mittelmark von Brandenburg. Die Kirchengemeinde gehört zum Kirchenkreis Mittelmark-Brandenburg der Evangelischen Kirche Berlin-Brandenburg-schlesische Oberlausitz.

## Beschreibung
Die im Kern spätmittelalterliche Saalkirche aus unverputzten Backsteinen wurde im frühen 16. Jahrhundert um einen Kirchturm im Westen ergänzt, dessen Erdgeschoss aus Feldsteinen besteht, und das verputzte Turmoberteil aus einer Holzfachwerk-Mauerziegel-Konstruktion. Abgeschlossen wird der Kirchturm durch ein flaches Pyramidendach, dem ein verschieferter, achtseitiger, spitzer Helm aufgesetzt ist. Durch das Einziehen einer Zwischendecke entstand das erste Obergeschoss mit Zugang zur Empore. Das Geschoss darüber beherbergt den Glockenstuhl, in dem zwei Kirchenglocken hängen.
Der Innenraum des Langhauses ist mit einer Muldendecke überspannt. Zur Kirchenausstattung gehört ein Kanzelaltar, dessen fünfseitigen Korb der Kanzel zwischen Pilastern steht, die den polygonalen Schalldeckel unter einem gesprengten Giebel tragen. Die Orgel mit 9 Registern auf einem Manual und Pedal wurde 1907 von Alexander Schuke Potsdam Orgelbau hinter den 1823/24 gebauten Prospekt der Vorgängerorgel gebaut.